# Aleš Höffer
Aleš Höffer (9. prosince 1962 – 14. listopadu 2008) byl československý atlet, který v roce 1988 na halovém mistrovství Evropy v Budapešti získal zlatou medaili v běhu na 60 metrů překážek.
S atletikou začínal v Baníku Příbram a AŠ Mladá Boleslav, poté startoval za pražské oddíly Slavia IPS, RH a USK. Trenérem v době jeho vrcholné formy byl Jan Pospíšil, v roce1988 a 1989 byl jeho trenérem Ludvík Svoboda. Stal se trojnásobným mistrem ČR v běhu na 50 metrů překážek v hale (1985, 1989 a 1990) a čtyřnásobným mistrem ČR v běhu na 110 metrů překážek na dráze (1984–1986 a 1990). V této disciplíně zvítězil na mistrovství Československa v letech 1985, 1987 a 1989. Reprezentoval ve 13 mezistátních utkáních.
Na druhém mistrovství světa v atletice v Římě 1987 skončil v semifinálovém běhu. O dva roky později doběhl na halovém mistrovství Evropy v nizozemském Haagu ve finále na osmém místě. Čtvrtý doběhl Jiří Hudec.

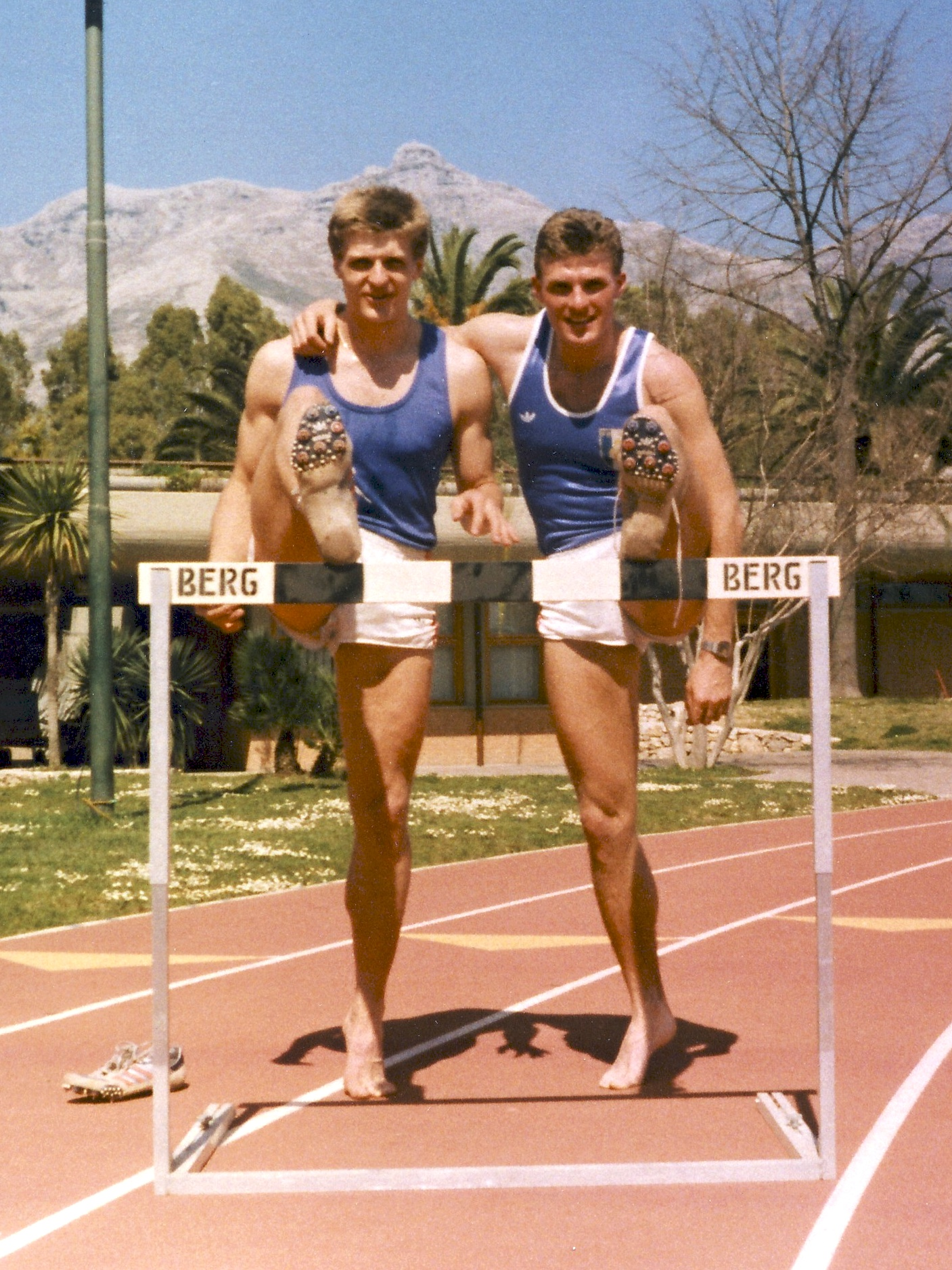
Aleš Höffer a Jiří Hudec, 1989

## Osobní rekordy
- 60 m přek. (hala) - (7,56 - 6. březen 1988, Budapešť)
- 110 m přek. (dráha) - (13,53 - 7. červen 1987, Moskva)[3]